# The Unchastened Woman
The Unchastened Woman es una película muda de 1925 dirigida por James Young, una de las pocas películas interpretadas por Theda Bara que se han conservado.
El guion se basa en el homónimo trabajo teatral de Louis K. Anspacher, estrenado en Broadway el 9 de octubre de 1915 y que había sido ya llevado a la pantalla en 1918 con una película del mismo título dirigida por William J. Humphrey.

## Trama
Caroline Knollys, muy feliz, va a decir a Hubert, su marido, que espera un hijo, pero desconcertada, encuentra al hombre entre los brazos de la secretaria. Decidida a darles una lección, mantiene en secreto la noticia que venía a darle y parte, en cambio, para Europa. Después de haber dado a luz, la acompaña una dudosa reputación en todas partes. Las noticias que llegan a Hubert lo ponen celoso, especialmente cuando viene a saber que Caroline regresa al país acompañada de Lawrence Sanbury, un joven arquitecto que ella ha cogido bajo su protección. Ahora Hubert ya se ha cansado de Emily, la secretaria, y querría reencontrarse con su esposa, pero no la encuentra condescendiente. Así, decide hacerle una visita inesperada, convencido de sorprenderla en una situación que los llevará al divorcio. Caroline, en cambio, le presenta al hijo: ante el niño, la pareja finalmente se reconcilia.

## Producción
La película fue producida por la Chadwick Pictures Corporation y se estrenó el 16 de noviembre de 1925.

### Papel protagonista
Para Theda Bara (1885-1955) la diva del cine mudo, famosa por sus papeles de vamp, fue la última película de su carrera, aunque rodó todavía dos cortometrajes. La actriz se retiró a la vida privada junto a su marido, el cineasta Charles Brabin.